# Полібан
47°22′35″ пн. ш. 8°32′38″ сх. д. / 47.37647222° пн. ш. 8.54397222° сх. д.
Полібан (нім. Polybahn) — фунікулер у місті Цюрих, Швейцарія.
Лінія сполучає Центральну площу з терасою біля головного корпусу «ETH Zürich», який раніше називався «Айдгенессишес Політехникум», і від якого фунікулер отримав свою назву. Попередні назви: «ШБГ Полібан» і «Цюрихбергбан». Лінія належить банківській групі UBS AG та є під орудою від їхнього імені Verkehrsbetriebe Zürich.

## Історія
У 1886 році була видана концесія на спорудження та експлуатацію фунікулера — лінію відкрила компанія «Цюрихбергбан» в 1889.
Фунікулер спочатку був водним (налив води в баластний бак під вагоном на верхній станції, спорожнення внизу); в 1897 році залізниця була переведена на електропривід.

У 1950 році компанія «Цюрихбергбан» почала втрачати гроші, і врешті-решт (в 1970-х роках) вирішила не продовжувати концесію.
У 1972 році був створений фонд, щоб допомогти зберегти «Полібан».
У 1976 році «Об'єднаний Банк Швейцарії», тоді відомий німецькою як «Швайцерише Банкгезелльшафт» (SBG), врятував «Полібан», та перейменував на «ШБГ Полібан».
Лінія та вагони були відремонтовані на заплановані ще 20 років служби.

У 1996 році залізниця зазнала реконструкції. 21 жовтня 1996 року залізницю знову відкрито і тепер рекламується під назвою «ЮБС Полібан», що відображає ребрендинг (у 1998 році) банківської групи-власника як UBS AG.
У 1998 році лінія встановила новий рекорд, перевізши понад 2 мільйони пасажирів.

30 травня 2021 року «Полібан» було закрито на реконструкцію, а вагони вивезені. «Полібан» знову відкрито 17 вересня 2021 року.

## Параметри
Лінія має наступні параметри:
| Кількість вагонів     | 2                                           |
| Кількість зупинок     | 2                                           |
| Конфігурація          | Одноколійна з роз'їздами                    |
| Режим роботи          | Автоматичний                                |
| Двигун                | Трифазний змінного струму зі зміною частоти |
| Довжина               | 176 м                                       |
| Підйом                | 41 м                                        |
| Середній градієнт     | 23 %                                        |
| Ширина колії          | 955 мм                                      |
| Пасажиромісткість     | пасажирів у вагоні                          |
| Максимальна швидкість | 2.5 м/с                                     |
| Час подорожі          | 100 секунд                                  |
| Інтервал              | Що 2.5 хвилини                              |